# 格沃古夫围城战
格沃古夫围城战（英语：Siege of Głogów；波兰语：Obrona Głogowa；德语：Schlacht bei Glogau）是1109年8月24日在波兰王国与神圣罗马帝国之间在西里西亚重镇格沃古夫展开的一场战役。因该战役由中世纪编年史家高卢无名氏详细记载，现已成为波兰军事史上最具标志性的战役之一。波兰方面由波兰国王"歪嘴"博莱斯瓦夫三世统率，神圣罗马帝国军队则由亨利五世亲自指挥，最终战役以波兰军队胜利告终。

## 背景
在皮雅斯特王朝的长期内斗中，博莱斯瓦夫三世于1107年将同父异母的兄长兼共治者兹比格涅夫公爵驱逐出波兰。兹比格涅夫流亡至神圣罗马帝国，寻求亨利五世（当时未加冕为皇帝）的支持。然而亨利五世当时正深陷匈牙利王位之争，支持阿尔帕德王朝的阿尔莫什亲王对抗其兄匈牙利国王卡洛曼，并已对布拉迪斯拉发（普雷斯堡）发起军事远征，因此未立即采取行动。  
1108年，忠于卡洛曼国王的博莱斯瓦夫三世趁机进攻波希米亚领地。波希米亚公爵斯瓦托普鲁克闻讯后，立即从帝国军队中撤兵以驱逐波兰军队。失去盟友的亨利五世被迫放弃匈牙利战役。
此败令亨利五世耿耿于怀，他最终与兹比格涅夫结盟，要求博莱斯瓦夫恢复其兄的共治地位，并向帝国缴纳年贡。波兰公爵断然拒绝两项要求。次年（1109年），德意志军队集结于埃尔福特，越过博布尔河畔的克罗斯诺边境，并于圣巴托罗缪之日（8月24日）兵临要塞格沃古夫（斯瓦托普鲁克军队于9月抵达）。德军先击败城外波兰守军，而博莱斯瓦夫此时正从与波美拉尼亚人作战的纳克沃战场急驰回援。

## 过程
据高卢无名氏《波兰诸王纪事》记载，亨利五世虽围困格沃古夫，却给予市民五日停战期以请示波兰君主是否投降。据称他曾迫使市民交出子女作为停战担保人质，并承诺无论博莱斯瓦夫作何回应都将保证人质安全。
然而，博莱斯瓦夫三世拒绝交出城池，下令死守格沃古夫。停战期满后，亨利五世背弃诺言，将儿童人质锁在攻城器械上，企图迫使守军因顾忌伤及骨肉而放弃抵抗。高卢无名氏指出此举反而激发了格沃古夫守军的死战决心。帝国军队多次强攻均被击退，波兰游击部队更使德军损失惨重。久攻不克后，亨利被迫解围南撤。
亨利五世的远征以彻底失败告终，博莱斯瓦夫在胡茨菲尔德战役（今弗罗茨瓦夫）取得最终胜利。斯瓦托普鲁克公爵于9月21日在围城营地遭波希米亚弗尔绍维茨亲兵刺杀，其继任者弗拉迪斯拉夫与波兰修好。兹比格涅夫虽于1111年重返波兰，旋即遭异母弟逮捕并刺瞎双目。此役巩固了博莱斯瓦夫对帝国的优势地位，使其得以在波美拉尼亚与卢布什地区扩展统治。直至1157年，皇帝腓特烈·巴巴罗萨为支持流亡的西里西亚公爵瓦迪斯瓦夫二世才再度成功入侵波兰。

## 遗产

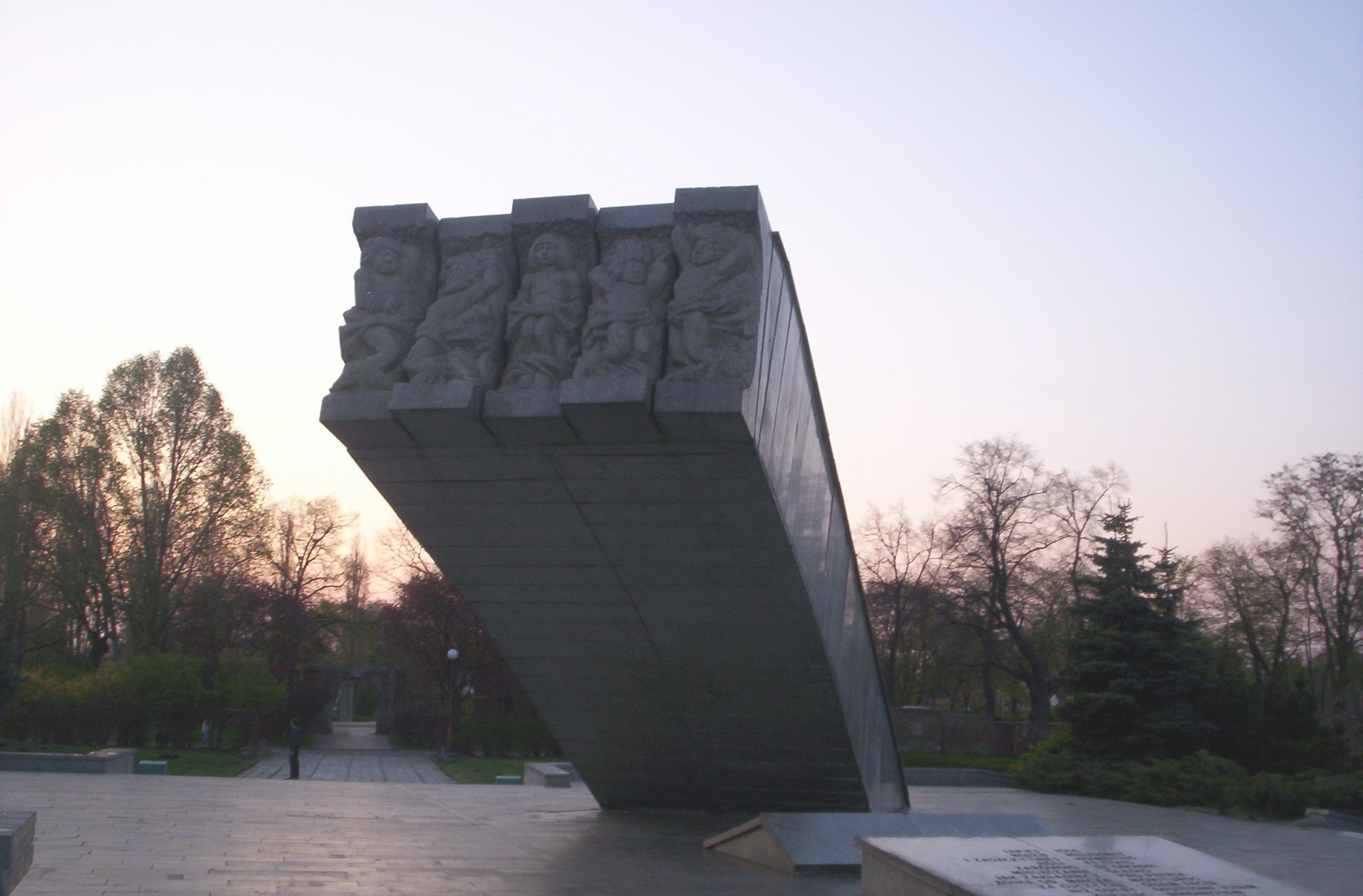
格沃古夫儿童纪念碑

这场防御战与亨利的暴行经过数百年沉淀，成为波兰民族记忆的核心元素之一。1959年，在战役850周年之际，格沃古夫市民竖立首座关于该战的纪念碑。1979年9月1日，为纪念战役870周年暨德国入侵波兰40周年，当地落成社会主义的现实主义风格的"格沃古夫儿童纪念碑"。该战役铭刻于华沙无名烈士墓，碑文镌有"GLOGOW 1109"字样。